# Symfyse
En symfyse er en særlig form for synkrondose, hvor to knogleender, hver beklædt med hyalinbrusk forbindes med fibrøs brusk. Skambenets sammenføjning fortil, symfysen, og båndskiven mellem hvirvelsøjlens corpora, discus, er eksempler herpå.
| Anatomi | Spire Denne artikel om anatomi er en spire som bør udbygges. Du er velkommen til at hjælpe Wikipedia ved at udvide den. |